# Вознесенский храм (Винница)
Церковь Святого Вознесения Господнего — православный каменный храм, сооружённый в Виннице в 1911 году по проекту архитектора Григория Артынова. Церковь была перестроена большевиками в 1930-х годах под кинотеатр.

## История
В 1911 году по проекту городского архитектора Григория Артынова в городе Винница для преподавателей и студентов тогдашней учительской семинарии, а также для жителей Замостья был построен храм в честь Вознесения Господня. Храм находился на углу нынешнего проспекта Коцюбинского и улицы 50-летия Победы.
Примечательным является то, что богослужение в этом храме сопровождались пением хора из самих студентов учительской семинарии. 
В 1929 году было принято решение о закрытии храма и перестройку его в кинотеатр. В 1930-е годы основная часть церкви была переоборудована в кинотеатр. Алтарная часть была снесена, а на месте её было пристроено фойе к основной части храма. Во время войны в 1944 году здание храма было разрушено.

## Планы возрождения
В 2001 году по благословению митрополита Винницкого и Могилёв-Подольского Макария (Свистуна) и по инициативе протоиерея Агафангела (Давидовского) была создана община по возрождению Вознесенского храма. Общиной были найдены эскизы храма, сделанные Григорием Артыновым. С 2006 году проводятся богослужения в малом храме на территории, предназначенной для возрождения Вознесенского храма.